# Râul Bâsca fără Cale
Râul Bâsca fără Cale este un curs de apă, afluent al râului Bâsca Chiojdului. 